# Elecciones regionales de Amazonas de 2018
Las elecciones regionales de Amazonas de 2018 se llevaron a cabo el 7 de octubre de 2018 para elegir al gobernador regional, al vicegobernador regional y al Consejo Regional para el periodo 2019-2022. La elección se celebró simultáneamente con elecciones regionales y municipales (provinciales y distritales) en todo el Perú. La segunda vuelta regional se llevó a cabo el 9 de diciembre de 2018.
Los movimientos independientes mostraron nuevamente su predominio en el panorama regional. Diógenes Celis Jiménez, el candidato oficialista de Sentimiento Amazonense Regional, consiguió en primera vuelta un mayor número de votos que el exgobernador Oscar Altamirano Quispe, candidato del Movimiento Regional Fuerza Amazonense, pero por un margen de poco más de mil votos, la menor diferencia entre dos candidaturas desde 2002. En el balotaje, sin embargo, Altamirano consiguió ser electo nuevamente como gobernador regional de Amazonas.
En el Consejo Regional, el Movimiento Regional Fuerza Amazonense consiguió ser el partido más votado en la región, pero no consiguió la mayoría absoluta y resultó empatado con tres escaños con Sentimiento Amazonense Regional, que cayó al segundo lugar y perdió más de la mitad de representantes obtenidos en la elección anterior. El Movimiento Independiente Surge Amazonas quedó en tercer lugar y obtuvo dos curules; el Movimiento Regional Amazonense Unidos al Campo y el Movimiento Político Regional Energía Comunal Amazónica también consiguieron representación.

## Sistema electoral
El Gobierno Regional de Amazonas es el órgano administrativo y de gobierno del departamento de Amazonas. Está compuesto por el gobernador regional, el vicegobernador regional y el Consejo Regional.
La votación se realiza en base al sufragio universal, que comprende a todos los ciudadanos nacionales mayores de dieciocho años, empadronados y residentes en el departamento de Amazonas y en pleno goce de sus derechos políticos.
El gobernador y vicegobernador regional son elegidos por sufragio directo. Para que un candidato sea proclamado ganador debe obtener no menos de 30 % de votos válidos. En caso ningún candidato logre ese porcentaje en la primera vuelta electoral, los dos candidatos más votados participan en una segunda vuelta o balotaje. No hay reelección inmediata de gobernadores regionales.
El Consejo Regional de Amazonas está compuesto por 10 consejeros elegidos por sufragio directo para un período de cuatro (4) años. Cada provincia del departamento de Amazonas constituye una circunscripción electoral. La votación es por lista cerrada y bloqueada. Se asigna a la lista ganadora los escaños según el método d'Hondt. La distribución y el número de consejeros regionales es la siguiente:
| Circunscripción                                   | Escaños | Mapa |
| ------------------------------------------------- | ------- | ---- |
| Bagua, Condorcanqui y Utcubamba(+1)               | 2       |      |
| Bongará, Chachapoyas, Luya y Rodríguez de Mendoza | 1       |      |

## Composición del Consejo Regional de Amazonas
La siguiente tabla muestra la composición del Consejo Regional de Amazonas antes de las elecciones.
| Partidos | Partidos                                | Consejeros |
| -------- | --------------------------------------- | ---------- |
|          | Sentimiento Amazonense Regional         | 7          |
|          | Movimiento Independiente Surge Amazonas | 1          |
|          | Unidad y Democracia de Amazonas         | 1          |

## Partidos y candidatos
A continuación se muestra una lista de los principales partidos y alianzas electorales que participaron en las elecciones:
| Candidatura | Candidatura | Partidos y alianzas                                                  | Candidato | Candidato               | Ideología                                                          | Resultado previo | Resultado previo | Ref.  |
| Candidatura | Candidatura | Partidos y alianzas                                                  | Candidato | Candidato               | Ideología                                                          | Votos (%)        | Con.             | Ref.  |
| ----------- | ----------- | -------------------------------------------------------------------- | --------- | ----------------------- | ------------------------------------------------------------------ | ---------------- | ---------------- | ----- |
|             | GH          | Lista - Sentimiento Amazonense Regional (GH)                         |           | Diógenes Celis Jiménez  | Regionalismo amazonense                                            | 33.00%           | 7                | [ 4 ] |
|             | FA          | Lista - Movimiento Regional Fuerza Amazonense (FA)                   |           | Oscar Altamirano Quispe | Regionalismo amazonense                                            | 14.65%           | 0                | [ 4 ] |
|             | SA          | Lista - Movimiento Independiente Surge Amazonas (SA)                 |           | Grimaldo Vásquez Tan    | Regionalismo amazonense                                            | 12.93%           | 1                | [ 4 ] |
|             | MORAUAC     | Lista - Movimiento Regional Amazonense Unidos al Campo (MORAUAC)     |           | Víctor Campos Torres    | Regionalismo amazonense                                            | 11.95%           | 0                | [ 4 ] |
|             | APP         | Lista - Alianza para el Progreso (APP)                               |           | Miguel Reyes Contreras  | Liberalismo económico Conservadurismo liberal Populismo de derecha | 3.17%            | 0                | [ 4 ] |
|             | FA          | Lista - Frente Amplio (FA)                                           |           | Absalón Montoya Guivin  | Socialismo Ecologismo Descentralización                            | 0.52%            | 0                | [ 4 ] |
|             | ECA         | Lista - Movimiento Político Regional Energía Comunal Amazónica (ECA) |           | Eduardo Nayap Kinin     | Regionalismo amazonense                                            | Nuevo            | Nuevo            | [ 4 ] |
|             | FP          | Lista - Fuerza Popular (FP)                                          |           | Edilberto Delgado Peña  | Fujimorismo Conservadurismo social Populismo de derecha            | Nuevo            | Nuevo            | [ 4 ] |

## Sondeos de opinión
Las siguientes tablas enumeran las estimaciones de la intención de voto en orden cronológico inverso, mostrando las más recientes primero y utilizando las fechas en las que se realizó el trabajo de campo de la encuesta. Cuando se desconocen las fechas del trabajo de campo, se proporciona la fecha de publicación.
Leyenda:
     Sondeo realizado en el periodo de prohibición legal de la difusión de sondeos de intención de voto.

### Balotaje

#### Intención de voto
La siguiente tabla enumera las estimaciones ponderadas (sin incluir votos en blanco y nulos) de la intención de voto.
|                               |                   |      |      |      |      |  |  |  |  |  |  |
| Elecciones regionales de 2018 | 9 dic 2018        | —    | 55.6 | 44.4 | 11.2 |  |  |  |  |  |  |
|                               |                   |      |      |      |      |  |  |  |  |  |  |
| Innova Perú                   | 29 nov–1 dic 2018 | 2668 | 60.2 | 39.8 | 20.4 |  |  |  |  |  |  |
| Innova Perú                   | 8–9 nov 2018      | 1063 | 58.5 | 41.5 | 17.0 |  |  |  |  |  |  |

#### Preferencias de voto
La siguiente tabla enumera las preferencias de voto en bruto (incluyendo blancos, viciados y sin respuesta) y no ponderadas.
|                               |                   |      |      |      |      |      |      |  |  |  |  |
| Elecciones regionales de 2018 | 9 dic 2018        | —    | 48.4 | 38.7 | 12.9 | –    | 9.7  |  |  |  |  |
|                               |                   |      |      |      |      |      |      |  |  |  |  |
| Innova Perú                   | 29 nov–1 dic 2018 | 2668 | 51.3 | 33.9 | 14.8 | –    | 17.4 |  |  |  |  |
| Decide Tú/Ahora               | 27–29 nov 2018    | 1964 | 28.8 | 40.6 | 13.7 | 16.8 | 11.8 |  |  |  |  |
| Decide Tú                     | 20–21 nov 2018    | 1399 | 26.0 | 35.4 | 16.9 | 21.7 | 9.4  |  |  |  |  |
| Innova Perú                   | 8–9 nov 2018      | 1063 | 48.7 | 34.4 | 14.2 | 2.6  | 14.3 |  |  |  |  |

### Primera vuelta

#### Intención de voto
La siguiente tabla enumera las estimaciones ponderadas (sin incluir votos en blanco y nulos) de la intención de voto.
| Encuestadora/Medio            | Fecha          | Muestra | Diógenes Celis | Oscar Altamir. | Grimaldo Vásquez | Víctor Campos | Eduardo Nayap | Absalón Montoya | Edilberto Delgado | Miguel Reyes | Dif. |  |  |  |
| ----------------------------- | -------------- | ------- | -------------- | -------------- | ---------------- | ------------- | ------------- | --------------- | ----------------- | ------------ | ---- |  |  |  |
| Encuestadora/Medio            | Fecha          | Muestra |                |                |                  |               |               |                 |                   |              |      |  |  |  |
| Elecciones regionales de 2018 | 7 oct 2018     | —       | 24.9           | 24.5           | 18.0             | 9.6           | 9.3           | 5.1             | 4.7               | 3.9          | 0.4  |  |  |  |
|                               |                |         |                |                |                  |               |               |                 |                   |              |      |  |  |  |
| Ipsos Perú/América            | 7 oct 2018     | ?       | 23.5           | 27.1           | 17.8             | –             | 9.1           | –               | –                 | –            | 3.6  |  |  |  |
| Datum Internacional/Latina    | 7 oct 2018     | ?       | 28.1           | 26.8           | 15.0             | 15.3          | –             | –               | –                 | –            | 1.3  |  |  |  |
| Ipsos Perú/América            | 7 oct 2018     | ?       | 23.3           | 25.7           | 18.3             | –             | 12.3          | –               | –                 | –            | 2.4  |  |  |  |
| Datum Internacional/Latina    | 7 oct 2018     | ?       | 23.0           | 25.6           | 21.1             | 12.5          | 2.9           | 6.2             | 5.6               | 3.1          | 2.6  |  |  |  |
| Innova Perú                   | 26–29 sep 2018 | 3394    | 24.6           | 29.0           | 19.5             | 6.3           | 7.0           | 5.7             | 4.0               | 3.9          | 4.4  |  |  |  |

#### Preferencias de voto
La siguiente tabla enumera las preferencias de voto en bruto (incluyendo blancos, viciados y sin respuesta) y no ponderadas.
| Encuestadora/Medio            | Fecha          | Muestra | Diógenes Celis | Oscar Altamir. | Grimaldo Vásquez | Víctor Campos | Eduardo Nayap | Absalón Montoya | Edilberto Delgado | Miguel Reyes | B/V  | NS/NO | Dif. |  |  |  |
| ----------------------------- | -------------- | ------- | -------------- | -------------- | ---------------- | ------------- | ------------- | --------------- | ----------------- | ------------ | ---- | ----- | ---- |  |  |  |
| Encuestadora/Medio            | Fecha          | Muestra |                |                |                  |               |               |                 |                   |              |      |       |      |  |  |  |
| Elecciones regionales de 2018 | 7 oct 2018     | —       | 19.1           | 18.7           | 13.8             | 7.3           | 7.1           | 4.0             | 3.6               | 3.0          | 23.4 | –     | 0.4  |  |  |  |
|                               |                |         |                |                |                  |               |               |                 |                   |              |      |       |      |  |  |  |
| Innova Perú                   | 26–29 sep 2018 | 3394    | 21.2           | 24.9           | 16.7             | 5.4           | 6.0           | 3.5             | 4.9               | 3.3          | 14.1 | –     | 3.7  |  |  |  |
| Innova Perú                   | 15–16 sep 2018 | 2224    | 16.4           | 19.0           | 16.3             | 7.3           | 3.8           | 3.4             | 4.1               | 3.3          | 13.0 | 14.0  | 2.6  |  |  |  |

## Resultados

### Gobierno Regional de Amazonas
| Candidatos           | Candidatos              | Partidos y coaliciones                                       | Primera vuelta 7 oct 2018 | Primera vuelta 7 oct 2018 | Balotaje 9 dic 2018 | Balotaje 9 dic 2018 |  |
| Candidatos           | Candidatos              | Partidos y coaliciones                                       | Votos                     | %                         | Votos               | %                   |  |
| -------------------- | ----------------------- | ------------------------------------------------------------ | ------------------------- | ------------------------- | ------------------- | ------------------- |  |
|                      | Oscar Altamirano Quispe | Movimiento Regional Fuerza Amazonense (FA)                   | 41,358                    | 24.43                     | 86,715              | 55.59               |  |
|                      | Diógenes Celis Jiménez  | Sentimiento Amazonense Regional (GH)                         | 42,166                    | 24.91                     | 69,277              | 44.41               |  |
|                      | Grimaldo Vásquez Tan    | Movimiento Independiente Surge Amazonas (SA)                 | 30,545                    | 18.05                     |                     |                     |  |
|                      | Víctor Campos Torres    | Movimiento Regional Amazonense Unidos al Campo (MORAUAC)     | 16,188                    | 9.56                      |                     |                     |  |
|                      | Eduardo Nayap Kinin     | Movimiento Político Regional Energía Comunal Amazónica (ECA) | 15,715                    | 9.28                      |                     |                     |  |
|                      | Absalón Montoya Guivin  | Frente Amplio (FA)                                           | 8,721                     | 5.15                      |                     |                     |  |
|                      | Edilberto Delgado Peña  | Fuerza Popular (FP)                                          | 7,903                     | 4.67                      |                     |                     |  |
|                      | Miguel Reyes Contreras  | Alianza para el Progreso (APP)                               | 6,662                     | 3.94                      |                     |                     |  |
|                      |                         |                                                              |                           |                           |                     |                     |  |
| Total                | Total                   | Total                                                        | 169,258                   |                           | 155,992             |                     |  |
|                      |                         |                                                              |                           |                           |                     |                     |  |
| Votos válidos        | Votos válidos           | Votos válidos                                                | 169,258                   | 76.64                     | 155,992             | 87.15               |  |
| Votos en blanco      | Votos en blanco         | Votos en blanco                                              | 20,287                    | 9.19                      | 5,200               | 2.91                |  |
| Votos nulos          | Votos nulos             | Votos nulos                                                  | 31,299                    | 14.17                     | 17,799              | 9.94                |  |
| Votos emitidos       | Votos emitidos          | Votos emitidos                                               | 220,844                   | 75.65                     | 178,991             | 61.32               |  |
| Abstenciones         | Abstenciones            | Abstenciones                                                 | 71,076                    | 24.35                     | 112,929             | 38.68               |  |
| Votantes registrados | Votantes registrados    | Votantes registrados                                         | 291,920                   |                           | 291,920             |                     |  |
|                      |                         |                                                              |                           |                           |                     |                     |  |
| Fuente:              |                         |                                                              |                           |                           |                     |                     |  |

### Consejo Regional de Amazonas

#### Sumario general
|                        |                                                              |              |              |              |         |         |  |
| Partidos y coaliciones | Partidos y coaliciones                                       | Voto popular | Voto popular | Voto popular | Escaños | Escaños |  |
| Partidos y coaliciones | Partidos y coaliciones                                       | Votos        | %            | ±pp          | Total   | +/−     |  |
|                        | Movimiento Regional Fuerza Amazonense (FA)                   | 40,688       | 26.18        | +10.48       | 3       | +3      |  |
|                        | Sentimiento Amazonense Regional (GH)                         | 34,697       | 22.33        | –7.60        | 3       | –4      |  |
|                        | Movimiento Independiente Surge Amazonas (SA)                 | 30,806       | 19.83        | +6.90        | 2       | +1      |  |
|                        | Movimiento Regional Amazonense Unidos al Campo (MORAUAC)     | 16,635       | 10.71        | –2.36        | 1       | +1      |  |
|                        | Movimiento Político Regional Energía Comunal Amazónica (ECA) | 13,443       | 8.65         | n/a          | 1       | +1      |  |
|                        | Alianza para el Progreso (APP)                               | 7,132        | 4.59         | +0.89        | 0       | ±0      |  |
|                        | Fuerza Popular (FP)                                          | 6,627        | 4.26         | Nuevo        | 0       | ±0      |  |
|                        | Frente Amplio (FA)                                           | 5,361        | 3.45         | Nuevo        | 0       | ±0      |  |
|                        |                                                              |              |              |              |         |         |  |
| Total                  | Total                                                        | 155,389      |              |              | 10      | +1      |  |
|                        |                                                              |              |              |              |         |         |  |
| Votos válidos          | Votos válidos                                                | 155,389      | 70.36        | –8.18        |         |         |  |
| Votos en blanco        | Votos en blanco                                              | 34,191       | 15.48        | +3.66        |         |         |  |
| Votos nulos            | Votos nulos                                                  | 31,264       | 14.16        | +4.52        |         |         |  |
| Votos emitidos         | Votos emitidos                                               | 220,844      | 75.65        | –0.61        |         |         |  |
| Abstenciones           | Abstenciones                                                 | 71,076       | 24.35        | +0.61        |         |         |  |
| Votantes registrados   | Votantes registrados                                         | 291,920      |              |              |         |         |  |
|                        |                                                              |              |              |              |         |         |  |
| Fuente:                |                                                              |              |              |              |         |         |  |

#### Resultados por provincia
| Provincia            | FA    | FA   | GH   | GH   | SA   | SA   | MORAUAC | MORAUAC | ECA  | ECA  | APP  | APP | FP  | FP   | FA   | FA  |   |
| Provincia            | %     | E    | %    | E    | %    | E    | %       | E       | %    | E    | %    | E   | %   | E    | %    | E   |   |
| -------------------- | ----- | ---- | ---- | ---- | ---- | ---- | ------- | ------- | ---- | ---- | ---- | --- | --- | ---- | ---- | --- | - |
| Provincia            | Bagua | 22.6 | 1    | 20.6 | 1    | 20.5 | –       | 5.5     | –    | 13.2 | –    | 5.7 | –   | 11.1 | –    | 0.8 | – |
| Bongará              | 47.4  | 1    | 27.9 | –    | 20.0 | –    | 1.6     | –       | 0.2  | –    | 1.4  | –   |     |      | 1.4  | –   |   |
| Chachapoyas          | 28.8  | –    |      |      | 31.7 | 1    | 15.9    | –       | 0.8  | –    | 3.8  | –   | 4.5 | –    | 14.6 | –   |   |
| Condorcanqui         | 13.5  | –    | 19.3 | 1    | 7.3  | –    | 10.7    | –       | 34.2 | 1    | 4.2  | –   | 3.2 | –    | 7.6  | –   |   |
| Luya                 | 30.3  | –    | 24.5 | –    | 34.8 | 1    | 0.7     | –       | 0.4  | –    | 5.8  | –   | 1.6 | –    | 2.0  | –   |   |
| Rodríguez de Mendoza | 40.0  | 1    | 27.3 | –    | 12.9 | –    | 0.7     | –       | 5.6  | –    | 10.4 | –   | 3.1 | –    |      |     |   |
| Utcubamba            | 19.6  | –    | 28.6 | 1    | 14.1 | –    | 21.4    | 1       | 8.1  | –    | 3.1  | –   | 3.6 | –    | 1.6  | –   |   |
| Total                | 26.2  | 3    | 22.3 | 3    | 19.8 | 2    | 10.7    | 1       | 8.7  | 1    | 4.6  | –   | 4.3 | –    | 3.5  | –   |   |

### Autoridades electas
| Cargo                                                     | Autoridad electa | Autoridad electa          | Partido político | Partido político                                       |
| --------------------------------------------------------- | ---------------- | ------------------------- | ---------------- | ------------------------------------------------------ |
| Gobernador Regional de Amazonas                           |                  | Oscar Altamirano Quispe   |                  | Movimiento Regional Fuerza Amazonense                  |
| Vicegobernador Regional de Amazonas                       |                  | Milecio Vallejos Bravo    |                  | Movimiento Regional Fuerza Amazonense                  |
| Consejero Regional de Amazonas (por Bagua)                |                  | Teodoro Delgado Cubas     |                  | Movimiento Regional Fuerza Amazonense                  |
| Consejero Regional de Amazonas (por Bagua)                |                  | Milagritos Zurita Mejía   |                  | Sentimiento Amazonense Regional                        |
| Consejero Regional de Amazonas (por Bongará)              |                  | Jorge Yomona Hidalgo      |                  | Movimiento Regional Fuerza Amazonense                  |
| Consejera Regional de Amazonas (por Chachapoyas)          |                  | Mario Torrejón Arellanos  |                  | Movimiento Independiente Surge Amazonas                |
| Consejera Regional de Amazonas (por Condorcanqui)         |                  | Leandro Calvo Nantip      |                  | Movimiento Político Regional Energía Comunal Amazónica |
| Consejero Regional de Amazonas (por Condorcanqui)         |                  | Dinenson Petsa Ijisan     |                  | Sentimiento Amazonense Regional                        |
| Consejero Regional de Amazonas (por Luya)                 |                  | Segundo Bravo Zorrilla    |                  | Movimiento Independiente Surge Amazonas                |
| Consejero Regional de Amazonas (por Rodríguez de Mendoza) |                  | Perpetuo Santillán Tuesta |                  | Movimiento Regional Fuerza Amazonense                  |
| Consejera Regional de Amazonas (por Utcubamba)            |                  | Ángela López Rosillo      |                  | Sentimiento Amazonense Regional                        |
| Consejera Regional de Amazonas (por Utcubamba)            |                  | Merly Mego Torres         |                  | Movimiento Regional Amazonense Unidos al Campo         |